# 용병 이반
《용병 이반》은 1997년에 개봉한 대한민국의 영화이며 박상원 (이반 역)이 해당 영화로 스크린 복귀를 했다.
한편, 이현석 전 KBS 드라마 PD가 1995년 KBS에 사표를 제출한 후 해당 작품으로 영화감독 데뷔를 한    동시에 SKC가 투자를 했는데 직업 전사 이반과 오페라 프리마돈나 지혜의 애절한 러브스토리를 그려낸 동시에 보디가드로서의 책무를 다하지 못한 이반의 복수를 통해 액션극의 재미를 보여주겠다는 것이 기획의도였다.
그러나, 지혜가 이렇다할 동기가 없이 이반한테 사랑을 고백한 이후 둘의 사랑 이야기는 관객의 공감을 살 만한 힘을 잃어갔으며 액션도 근접촬영 등으로 일관해 통쾌함과 긴박감이 떨어졌고 탄탄한 이야기 구조와 힘있는 영상구축에 소홀했다는 등의 지적을 사  흥행,비평 양쪽에서 모두 실패하는 수모를 겪었으며  이현석 감독은 그 이후 SBS 프로덕션에서 드라마 CP, 제작총괄국장 겸 드라마 CP, 제작본부장, 이사  등을 역임했다.
이 과정에서 1997년 최악의 영화 1위에 선정되는 불명예를 안았으며 SBS에서 방영될 당시 여자를 인질로 잡고 폭력을 휘두르는 장면과 `나에게 주어진 길은 죽음뿐'이라는 자막을 화면 중앙에 띄워 비난을 샀다.

## 캐스팅
- 박상원 : 이반 역
- 김지혜 : 지혜 역
- 송재호 : 석훈 역
- 하유미 : 링링 역
- 이바노프 보리스 : 블라디미르 역
- 골르벤꼬 발렌틴 : 막심 역
- 카찬체프 알렉 : 예브게니 역
- 루반 세르게이 : 파벨 역
- 쭈찐 알렉산드르 : 요셉 역
- 두봅스키 안드레이 : 블라치 역
- 바리깐노바 엘레나 : 올가 역
- 보르꼬바 마리나 : 옥산나 역
- 까라세프 데니스 : 양키 역
- 마르티노프 이반 : 지마 역
- 보르비예프 이고리 : 미하일 역
- 스뜨찌킨 예브게니 : 꼬스짜 역
- 케빈 블라디미르 : 알렉세이 역
- 마르체프 이고르 : 일리야 역
- 돌가체프 바짐 : 보다예브 역
- 안드로노바 스베뜰나 : 마샤 역